# ゼアズ・ノー・アザー・ライク・マイ・ベイビー
「ゼアズ・ノー・アザー・ライク・マイ・ベイビー」（There's No Other (Like My Baby)）は、クリスタルズが1961年に発表したデビュー・シングル。

## 概要
1961年、フィル・スペクターはレスター・シル（Lester Sill）と共に新しいレコード・レーベルを立ち上げた。会社名は二人の名前（Phil と Les）からそれぞれとって「フィレス・レコード」と名付けられた。スペクターは第1弾シングルとして、リロイ・ベイツと作詞作曲した「ゼアズ・ノー・アザー・ライク・マイ・ベイビー」をクリスタルズに歌わせ、同年10月に発表した。この曲はクリスタルズにとっても最初のレコードとなった。
1962年1月6日付のビルボード・Hot 100の20位を記録した。同年8月発売のアルバム『Twist Uptown』にも収録された。
ザ・ビーチ・ボーイズが1965年11月8日発売のアルバム『ビーチ・ボーイズ・パーティ』の中でカバーしている。また、同年11月20日発売のシングル「The Little Girl I Once Knew」のB面に収録された。リード・ボーカルはブライアン・ウィルソン。